# الیرنگرزلبن
الیرنگرزلبن (به آلمانی: Alleringersleben) یک منطقهٔ مسکونی در آلمان است که در Ingersleben واقع شده‌است.

## خصوصیات
الیرنگرزلبن ۵٫۷۰ کیلومترمربع مساحت دارد ۱۲۷ متر بالاتر از سطح دریا واقع شده‌است.